# Martin d'Argouges
Martin II d'Argouges,  seigneur de Vaux, né vers 1440 en Touraine (France), fut maire de Tours de 1483 à 1484.   

## Biographie
Il descendait de la Maison d'Argouges en Normandie. Son père était Martin Ier d'Argouges, qui a occupé plusieurs postes judiciaires et ecclésiastiques en la Touraine, et était le fils de Jacques d'Argouges, seigneur de Saint-Julien.